# Eparchie Saint Nicolas of Chicago
Die Eparchie Saint Nicolas of Chicago ist ein griechisch-katholisches Bistum der Ukrainisch Griechisch-Katholischen Kirche in Chicago. Der Eparch des Bistums ist Wenedykt Aleksijtschuk MSU.

## Kirchengeschichte
Die Eparchie wurde für die ukrainisch griechisch-katholischen Diasporachristen am 14. Juli 1961 in Chicago, im US-Bundesstaat Illinois gelegen, errichtet. Das Bistum erstreckt sich über die US-Bundesstaaten, die westlich von Ohio, Kentucky, Tennessee und Mississippi liegen, einschließlich Alaska.

## Bisherige Eparchen
- Jaroslav Gabro (1961–1980)
- Innocent Hilarion Lotocky (1980–1993)
- Michael Wiwchar (1993–2000)
- Richard Stephen Seminack (2003–2016)
- Wenedykt Aleksijtschuk MSU (seit 2017)